# نگووانتسی
نگووانتسی (به بلغاری: Negovantsi) یک منطقهٔ مسکونی در بلغارستان است که در استان پرنیک واقع شده‌است.
 نگووانتسی  ۱۳۰ نفر جمعیت دارد و ۶۳۵ متر بالاتر از سطح دریا واقع شده‌است.